# تابع اویلر
در ریاضیات، تابع اویلر به‌صورت زیر تعریف می‌شود:
{\displaystyle \phi (q)=\prod _{k=1}^{\infty }(1-q^{k}).}

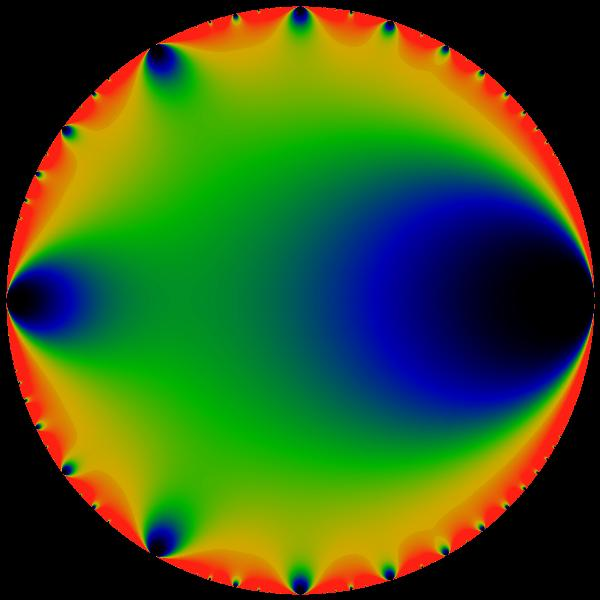
هم‌نهشتی ϕ در صفحه مختلط، رنگ به طوری است که سیاه = ۰ و قرمز = ۴

نام این تابع از لئونارد اویلر گرفته شده‌است، این تابع یک نمونه از علامت Q پوکهمر و همچنین یک فرم هم‌نهشتی است که نمونه اولیه‌ای از ارتباط بین ترکیبیات و آنالیز مختلط را ارائه می‌دهد.